# 六龜隧道
六龜隧道是位於臺灣高雄市六龜區十八羅漢山的隧道，日治時期昭和12年（1937年）7～9月落成、10月21日通車。民國80年（1991年）後漸少使用逐漸廢棄。目前禁止一般遊客進入，欲進入需事先向屏東林管處提出申請。

## 沿革

### 日治時期
六龜盛產樟樹，日治時期為解決伐樟樹製造樟腦油的交通障礙，遂建造「六龜道路」，包含穿通十八羅漢山礫岩地形的隧道，於昭和10年（1935年）起耗費三個年度開鑿，平田末治承包，至昭和12年（1937年）10月21日全線落成通車，共完成五處隧道，各洞高5.1米，其中第二隧道最短（42米），第三隧道北端外山勢最險峻。

#### 增建
第五隧道起初長106米，北端出口非一路通行至六龜本地，而是由隧道口前不遠處下坡入溪底，橫跨過河床再上坡至一般道路（溪水暴漲時改以流籠接駁）。後經洪水沖刷出口斜坡至成垂直落差，致使乾水期車輛亦無法通行。二戰時期，因當時戰事緊張，日本人有隨時將重要物源、機具撤移至六龜地區各處囤積做預備，短時間內必須修復運輸暢通，故考慮建橋，但第五隧道原北口端已無腹地，且有再次沖毀之虞，遂於昭和17年（1942年）11月16日起，從第五隧道中間挖鑿叉路延長隧道為210米，成為最長隧道，並另開掘第六號隧道（134米），由陳耀春之父、大江組承包，於昭和18年（1943年）11月底竣工，該隧道內壁還是原始礫石洞壁。

### 民國時期
戰後，六龜隧道由臺灣省公路局接管保養，歷年來常因豪雨、颱風、山洪造成落石、山崩，特別是一隧入口和六隧出口處問題特別多，早期出入六隧的民眾，大多數人都曾有被困隧道中的慘痛經驗，還曾有因隧道崩坍造成交通中斷，歷時四個月才重建貫通的情形。

#### 災害修復
- 六龜四號隧道民國56年（1967年）5～6月災害整修時，營造商擅自降低洞內高度，致大型車無法通行，六龜農產品改以三輪車及鐵牛車接駁[7]。
- 民國66年（1977年）6月21日因久雨不止，六龜三號隧道北口外道路遭荖濃溪洪水沖毀，很長一段時間改採步行方式進出；同年7月25日賽洛瑪颱風過境，台灣南部災害嚴重，六龜二號隧道崩塌[2]。

#### 停用
民國70（1980）年代起，假日前往六龜的遊客漸多，隧道內時常交通壅塞；另外，雙層遊覽車無法通過此隧道，故因應交通需要，省公路局自民國77年（1988年）5月21日起開工另闢外環路（今台27甲線），於民國80年（1991年）1月26日通車，總長2,100米、寬8米，並於兩側栽植豔紫荊，增加美觀。自從外環道路通車以後，就很少車輛從六龜隧道內通過。
停用後的六龜隧道初期並未封閉，有關單位曾舉辦多項活動，例如民國88年（1999年）3月28日隧道健行、民國91年（2002年）2月元宵節點燈祈福、民國92年（2003年）2月28日隧道懷舊之旅。
然而昔日六龜隧道外側的艷紫荊大道在民國98年（2009年）8月的莫拉克風災中溪水暴漲沖毀路基，已不復往昔，外環道中斷期間，救災車輛行駛已廢棄的六龜隧道，直至同年9月底溪底便道通車為止。
目前隧道內因已依據「台灣林業經營改革方案」，設置了六龜「十八羅漢山自然保護區」，禁止一般遊客進入，遊客欲進入十八羅漢山自然保護區，需15天前向屏東林管處預約申請。惟近期（2020年5月）曾辦理指定日期至十八羅漢山服務區臨櫃報名付費參訪。